# Stepan Wojtko
Stepan Fedorowycz Wojtko, ukr. Степан Федорович Войтко, ros. Стефан Фёдорович Войтко, Stiefan Fiodorowicz Wojtko (ur. 22 grudnia 1947 w obwodzie zakarpackim) – ukraiński piłkarz, grający na pozycji obrońcy, trener piłkarski.

## Kariera piłkarska

### Kariera klubowa
Wychowanek klubu Spartak Użhorod, który potem zmienił nazwę na Werchowyna Użhorod. W 1966 roku rozpoczął karierę piłkarską w Werchowynie Użhorod, który później nazywał się Howerła Użhorod i Zakarpattia Użhorod. W zespole występował prawie 20 lat i zdobył z nim wicemistrzostwo Ukraińskiej SRR oraz dotarł do ćwierćfinału Pucharu Ukraińskiej SRR.

## Kariera trenerska
Karierę szkoleniowca rozpoczął po zakończeniu kariery piłkarza. Najpierw pomagał trenować Zakarpattia Użhorod, a od lipca 1990 do lipca 1992 oraz w sierpniu 1997 stał na czele Zakarpattia. Sędziował mecze piłkarskie na poziomie regionalnym.

## Sukcesy i odznaczenia

### Sukcesy piłkarskie
Howerła Użhorod
- wicemistrz Ukraińskiej SRR: 1972
- ćwierćfinalista Pucharu Ukraińskiej SRR: 1974

### Sukcesy trenerskie
Zakarpattia Użhorod
- ćwierćfinalista Pucharu Ukraińskiej SRR: 1991